# 四の字

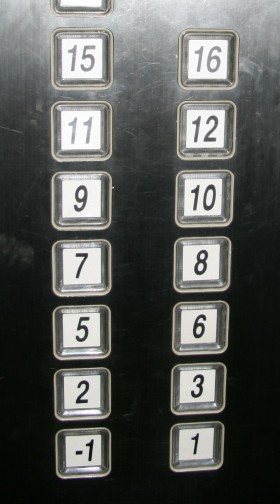
上海のあるビルのエレベーターの階数表示、4, 13, 14階がないため、飛番（欠番）がある。-1は地下1階。

四の字（しのじ）とは、漢字文化圏の迷信において、死と音韻が通じることから「忌み数」のひとつである漢数字の「四」のことである。

## 概要
漢字文化圏のうち、声調のない日本語と朝鮮語では漢字で数字の「四」(4)と、死ぬことを意味する「死」が同音であり、他の地域でも声調だけが違う。
|               | 四        | 死         |
| ------------- | --------- | ---------- |
| 日本語        | し [ɕi]   | し [ɕi]    |
| 朝鮮語        | 사 [sɑ]   | 사 [sɑ]    |
| 普通話        | sì [sɿ˥˩] | sǐ [sɿ˨˩˦] |
| 呉語          | sy3       | si2/sy2    |
| 閩南語 台湾語 | sù/sì     | sí/sú      |
| 客家語        | si4       | si3        |
| 広東語        | sei3      | sei2       |
| ベトナム語    | tứ        | tử         |

このため、漢数字の四を不吉と見なす迷信があり、二字が同音となる日本などで特に四が忌避される。死の連想を嫌う病院では特に忌避が強く、後述の通り病室の番号に「4」の数字を使用することは避けられる傾向がある。

## 日本

### 歴史
大和言葉・訓読みでは、四は「ヨ」であり、むしろ「良（ヨ）い」に通じている。そのため漢字伝来前の日本・神道には四を忌む考え方は無く、事実として、『古事記』では、神を拝む際の最大の礼式は四度拝礼することと記述されている（出雲大社では今でも拍手は四度打つ）。
漢字が伝来すると、日本では平安時代から四を忌避することがあった。『小右記』天元五年（982年）三月十一日の条に、四人を忌んで五人にしたという記述がある。これは数の 4 を嫌った例だが、数ではなく音の「し」を忌むだけのほうが多かった。このため、和語の数詞を使い、「四」（し）を避けて「よ」を用いることが行われた。例えば「四人」を「しにん」ではなく「よったり」あるいは「よにん」と呼んだ。
大永二年（1522年）に足利義晴が祇園会を見物した時の記録である『祇園会御見物御成記』の献立には、「二、三、よ、五」と記されている。また、重箱は四段のものが正式だが、上から順に一の重、二の重、三の重、与の重（よのじゅう）と呼び、四の重（しのじゅう）とは呼ばない。同様に、本膳料理で五膳あるいは七膳まである時、本膳、二の膳、三の膳、与の膳（よのぜん）、五の膳と呼び、四の膳（しのぜん）とは呼ばない。
その後、江戸時代には、「むつかしや四の字をきらふ旦那様」（1709年）、「四の字でも小つぶ四つは気にかけず」（1801年）という雑俳が詠まれ、「しの字嫌い」（1768年）という古典落語も作られ、四の忌避を滑稽に感じる向きもあったことが分かる。
日本語の数詞で、4が「よん」になったのも「し」の忌避と考えられる。
当時はまだ「よん」は一般的ではなく、「し」が使われていたことがわかる。ただしこれは東京の話で、大阪では江戸時代にすでに「よん」になっていたという。

### 事例

#### 建築物

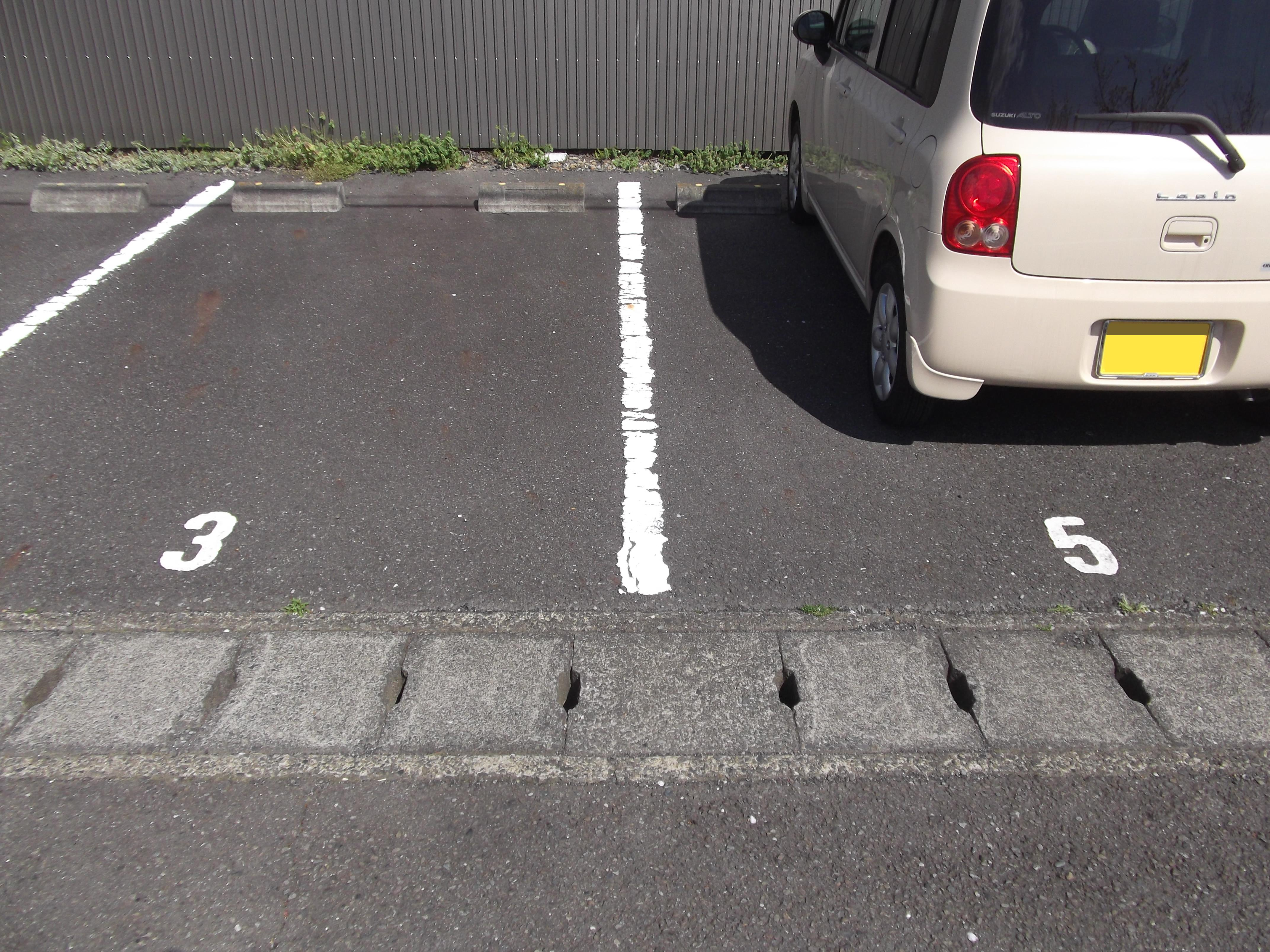
4番を欠番とした駐車場の例。

現在の日本では、病院やマンションの部屋番号等で4の付く部屋はしばしば飛ばされ、例えば203号室の隣は205号室、313号室の隣は315号室となっている事例がある。一方で4階を問題にする例はなく、3階の真上に5階を設ける高層建築物は無い。

#### ナンバープレート
一方で、日本のナンバープレートの一連指定番号は、下2桁が42, 49のものは要請がない限り払い出されない。それぞれ「死に」、「死苦」（あるいは「轢く」）を連想させるからである。御料車の「皇ナンバー」では4は欠番となっている。
日本のナンバープレートの希望番号では、「・・・○」「・○○○」「○0-00」「○○-○○」の○の数字（○は同じ数字）は4・6・9が1999年（分類番号3桁化先行地区は1998年）の制度導入当初から抽選対象番号にされていなかった。抽選対象番号はその後全国一斉ないし地域ごとに度々改正があり、また「・・・4」「44-44」については一般希望番号としてそれなりにある程度の希望者がいるものの、現行制度では抽選対象番号に4を含む番号は特定の地名のみのものも含めて存在せず、過去を含めても4を含む番号は制度導入当初の「12-34」を除いて抽選対象番号になったことがない。
兵庫県三木市では、病院行きの路線バスで使われる車両のナンバープレートに「42」から始まるものが複数存在したため、苦情を受けて一部のナンバーを変更するなど、物議を醸した例もある。
ただ、語呂合わせからあえて「4」を「死」と見立てつつも、「・471」「47-71」は、「死なない」となることから、抽選対象番号に指定されたことはないものの、人気ナンバーとなっている。希望番号導入時にブームとなった『頭文字D』の原作者しげの秀一の過去の著名作『バリバリ伝説』の主人公のバイクのナンバーがこれであった。また、希望番号ではない東京消防庁の救急車がつけている事がTwitter上で話題となり、「幸運のナンバー」として注目されることになった。

#### 鉄道車両
鉄道車両の形式付与でも、40系、400系、4000系、40000系などの称は主に私鉄において避けられる傾向にある（国鉄では400台の形式は交直流電車に割り当てられた他、キハ40系など事例が多数あり、JR化後の形式でも新幹線400系電車やJR東日本GV-E400系気動車のように使用事例がある）。
高松琴平電気鉄道ではかつて志度線・長尾線向けの車両は2桁の形式だったが、30形（2代目）では番号が39に達した後は40番台を忌み番として避け、29、28、27と付番し、30形（3代目）では2両1組だったため37+38の次は29+30、27+28と付番していた。また、阪急電鉄では400番台・4000番台の旅客車への使用が避けられ、1964年には貨車の番号が4000番台に集約された。富士急行（現・富士山麓電気鉄道）では1971年に脱線転覆事故を起こした車両の番号末尾が「4」だったため、それ以降に投入された車両は末尾「4」を欠番としている。一方、大手私鉄では西武鉄道や小田急電鉄は4で始まる形式を避けていないほか、東急5050系の10両編成では4000番代としている。他に大阪市高速電気軌道（Osaka Metro）では400系を運行している（前身の大阪市営地下鉄時代には400形が存在した）。

#### その他
他方、四と死の連想は、ビジュアル系ロックバンドやホラー小説作品などでは不吉さの演出などのために積極的に使われる。例えば坂東眞砂子の小説『死国』（四国と掛けている）がある。
一方で、欧米文化の影響で四つ葉のクローバーは縁起が良い。また、日本プロ野球における背番号でも「4」・「42」・「49」は日本人選手がつけることが少なく、外国人選手がつけることが多いが、これはメジャーリーグベースボールにおける大選手・ルー・ゲーリッグが「4」を、ジャッキー・ロビンソンが「42」をつけていたことにあやかっていることが多く、加えてロビンソンの背番号「42」は1997年よりメジャーリーグベースボール全チームにおいて永久欠番に指定されているため、「42」を希望する外国人選手が今に至るまで存在する。
日本では4の他、「苦」に通じる9も忌避される（408号室の隣が410号室、538号室の次は550号室など）。ただし「九」と「苦」が同音になるのは日本語のみであるため、日本以外ではこの風習は見られない。御料車の「皇ナンバー」では9は使われており、4ほど忌避されていない。
逆に迷信批判をしていた井上円了は、東洋大学の前身である哲学館の電話番号を不吉ということで余っていた444にしていた。また再春館製薬所は0120-444-444を用いている。

## 中国
中国の軍用機の番号は、瀋陽 J-5のように、4を避けるために5から割り振られる。
ただし風水における四神などのように神聖視されることもある。
中国語では、「九」と「苦」は全くの別音になるので、中国には9を忌避する風習は無い。むしろ逆に、「九」は「久」と同音（普通話ではどちらも jiǔ）なので、中国では好んで使われる。

## 韓国

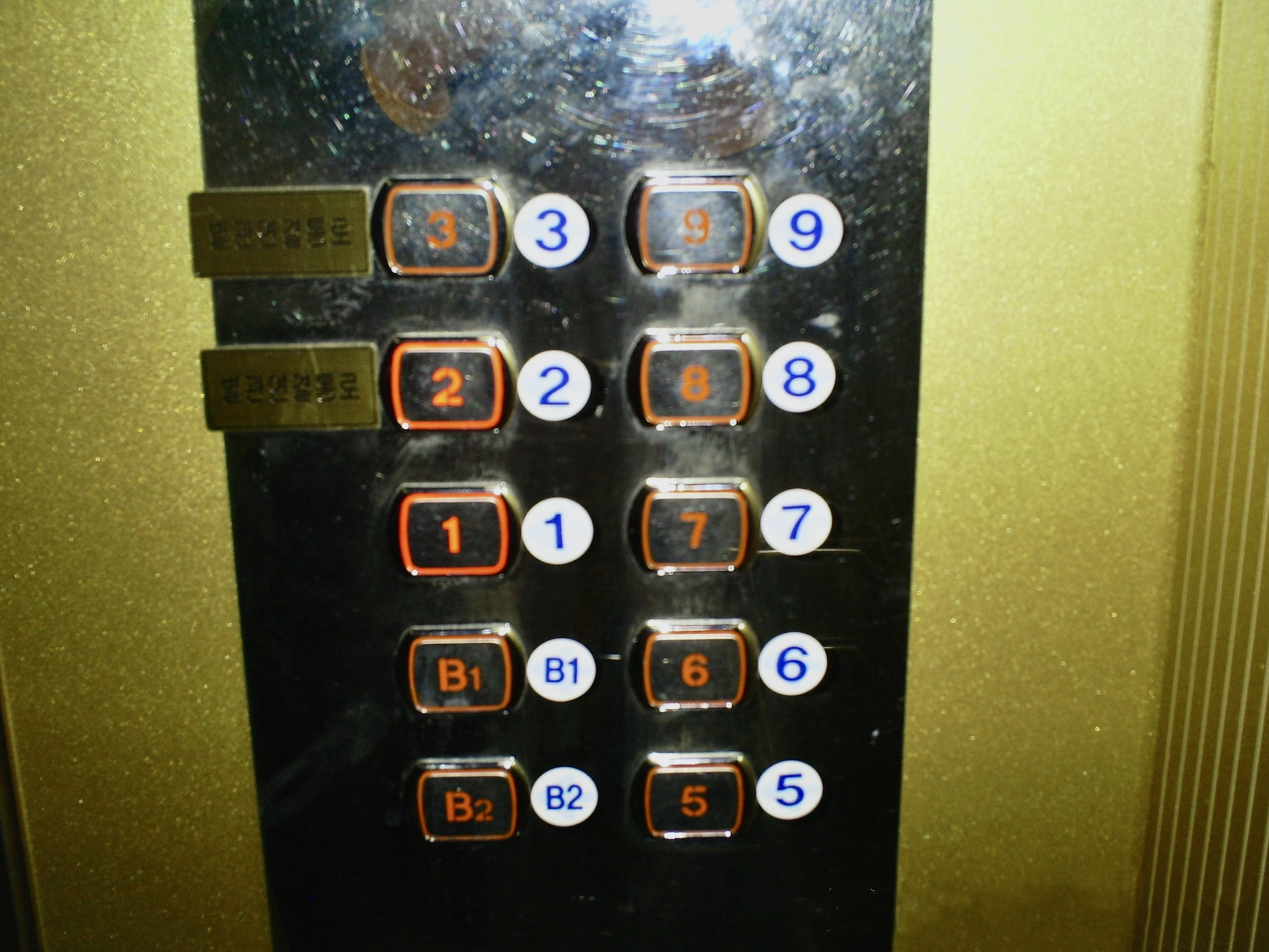
大韓民国蔚山広域市のある病院のエレベーター、4階のボタンがない。

韓国では病院には一般に四階がない。他の建物で四階がある場合でも、エレベーターのボタンには4の代わりに "F" (four) が書かれていることがある。マンションなどの建物では3階のすぐ上が5階となっていることがある。
- 韓国軍の打ち上げた人工衛星アリランとムグンファ（コリアサット）には4号が存在しない。
- 大韓民国空軍の部隊には4がない。
- 韓国鉄道公社の韓国鉄道4400形ディーゼル機関車の4444号は欠番。
- 昭陽江の昭陽4橋は欠番。
- 仁川国際空港の4・44・244番ゲートは欠番。
- 63ビルの44階は欠番。
- 住民登録番号の4の連続を調整
- 郵便番号の4の連続（14444, 44440など）は欠番。
- 映画『ゴースト・タクシー』では人間を襲うタクシーのナンバーが「ソウル44 サ 4444」（詳細は同項目参照）。

## 北朝鮮
北朝鮮軍の旅団は「第4旅団」が欠けている。

## ベトナム
ベトナム語では「死（tử）」と類似音の「四（Tứ）」よりむしろ「惨（thảm）」につながる「三（tam）」が嫌われてきた。しかし、特に若い世代では漢語にもとづくnhất nhị tam tứ ngũ ...（ニャッ、ニー、タム、トゥー、グー）という数の数え方では10まで数えられない者も多く、固有語によるmột hai ba bốn năm ...（モッ、ハイ、バー、ボン、ナム）が一般的な数の数え方になっているため、忌み数字はあまり知られていない。

## その他
香港やシンガポールなどの漢字文化と西洋文化の混在する地域では、13と併せて嫌われることもある。そのため、12階の次が15階と飛番となっている建築物も存在する。

## ストレス
心理的ストレスは心臓病を引き起こすことが知られている。中国人・日本人とアメリカ白人とを比較すると、前者には毎月4日に心臓病による死亡率のピークが見られるが、後者にはそのようなピークは見られない。四の字の迷信による心理的ストレスが原因と考えられる。心臓病以外の死亡率は変化がない。